# Č̈
Cette page contient des caractères spéciaux ou non latins. S’ils s’affichent mal (▯, ?, etc.), consultez la page d’aide Unicode.
Č̈ (minuscule : č̈), appelé C caron tréma, est un graphème utilisé comme lettre latine additionnelle dans la romanisation de l’oudmourte écrit avec l’alphabet cyrillique. Il s’agit de la lettre C diacritée d’un caron et d’un tréma suscrit. 

## Utilisation
Dans la translittération CLDR, le C caron tréma ‹ č̈ › translittère la lettre oudmourte tché tréma ‹ ӵ ›.

## Représentations informatiques
Le C caron tréma peut être représenté avec les caractères Unicode suivants :
- composé (latin étendu A, diacritiques) :

| formes    | représentations | chaînes de caractères | points de code | descriptions                                      |
| --------- | --------------- | --------------------- | -------------- | ------------------------------------------------- |
| capitale  | Č̈               | Č◌̈                    | U+010C U+0308  | lettre majuscule latine c caron diacritique tréma |
| minuscule | č̈               | č◌̈                    | U+010D U+0308  | lettre minuscule latine c caron diacritique tréma |

- décomposé (latin de base, diacritiques) :

| Formes    | Représentations | Chaînes de caractères | Points de code       | Descriptions                                                    |
| --------- | --------------- | --------------------- | -------------------- | --------------------------------------------------------------- |
| capitale  | Č̈               | C◌̈                    | U+0043 U+030C U+0308 | lettre majuscule latine c u diacritique caron diacritique tréma |
| minuscule | č̈               | c◌̈                    | U+0063 U+030C U+0308 | lettre minuscule latine c u diacritique caron diacritique tréma |